# A légy (film, 1986)
A légy (eredeti cím: The Fly) 1986-ban bemutatott amerikai sci-fi-horrorfilm David Cronenberg rendezésében. A forgatókönyv Kurt Neumann azonos című 1958-as horrorfilmje alapján készült. A főbb szerepekben Jeff Goldblum, Geena Davis és John Getz látható. 
A film egy feltalálóról szól, aki új találmánya, a teleportálógép révén szörnyeteggé alakul. Ez a film tette ismertté Goldblumot és Cronenberget is a nagyközönség számára. A filmben dolgozó maszkmesterek munkáját Oscar-díjjal jutalmazták.

## Cselekmény
|  | Alább a cselekmény részletei következnek! |

Veronica Quaife újságírónő egy technikai kiállításról tudósít, ahol találkozik Seth Brundle-lel, a kicsit különc feltalálóval, aki szerint a találmánya valódi áttörést fog jelenteni. El is hívja a nőt a lakására, aki elfogadva az invitálást megismeri Brundle találmányát: a "Tele-has" nevű gépet, ami elméletileg egyik helyről a másikra képes teleportálni bármit vagy bárkit. A gép két hordószerű berendezésből áll, ezek között zajlik a teleportálás. Egy harmadik hordó is van a lakásban, ami a prototípus. A nőt érdekelni kezdi a dolog és úgy dönt a férfival marad, hogy első kézből dokumentálja az eseményeket, mivel a gép tesztelése még folyamatban van.
Tárgyakkal már működik a teleportálás, de élőszervezetekkel még problémák adódnak. Egy csúnya végű állattranszportálás letöri Brundle reményeit, hogy egyszer emberek is használják az eljárást, de a közte és a nő között időközben szövődött románc visszahozza a lelkesedését, sikerül kijavítani a hibákat, és a következő állati kísérlet már sikeresen végződik. A férfi ezután úgy dönt, hogy maga is átmegy a gépen, bizonyítandó magának is, hogy minden rendben van. A hordóba beszállva azonban nem veszi észre, hogy egy épp ott köröző légy is berepül a gépbe, a gép így mindkettőjüket áttranszportálja. Brundle látszólag teljesen épen száll ki a gépből, a légynek azonban nyoma sincs.
A férfi nemsokára különös testi adottságokat vesz észre magán, sokkal erősebb lesz, az érzékszervei is kifinomodnak, de a jelleme is változni kezd. Idővel azonban a változások drasztikusabbak lesznek: elveszti a körmeit, a fogait, és a teste is bizarr változásokon megy keresztül. Miután rájön, hogy valami nincs rendben ellenőrzi a gépet, hogy mi történt a kísérlet során. Ekkor derül ki számára, hogy a gépbe egy légy került, és a gép a két élőlényt összeolvasztotta, mivel még nem képes megkülönböztetni két különálló élőlényt. Ennek eredményeképp a férfi lassan átmutálódik egy ember-légy hibriddé, "Brundle-léggyé".
A helyzetet tovább bonyolítja, hogy a nő, aki otthagyta a kiszámíthatatlan viselkedésű Brundle-t, rájön terhes a férfitől, aki azután ejtette teherbe, hogy kipróbálta a gépet, így attól fél a gyerek sem lesz egészséges. Ezért abortuszra szánja rá magát, de Brundle elrabolja a rendelőből, és a lakására hurcolja. Először csak azt akarja, hogy a nő tartsa meg a gyereküket, utána azonban teljesen elborul az elméje. Kitalálja, hogy ő és a terhes nő egyesüljenek a gép segítségével: egyik hordóba a nő kerül, a másikba ő, és a harmadikból majd "hármasban" szállnak ki.
Csakhogy a nő kollégája, Stathis Borans, akinek a nő elmesélte a férfi kálváriáját, felkeresi Brundle lakását, miután értesül róla, hogy a nőt elrabolták, mert tudja, hogy csak Brundle lehet a tettes. A részben átalakult Brundle azonban a közben legyek módjára kialakult rendkívül maró nyálával súlyosan megsebesíti a vadászpuskával érkező férfit. A nő közbelépésére mégsem öli meg, hanem a nőt a gépbe hurcolja, hogy őrült tervét véghezvigye, miközben testileg is elveszti utolsó emberi vonásait, és ténylegesen egy groteszk légyszörnnyé válik. Így száll be a másik hordóba, majd a gép elindítja a folyamatot, de a megsebesített Borans feltápászkodik, és a puskájával szétlövi a nő hordóját a számítógéphez kötő vezetéket. Brundle észreveszi, hogy meghiúsították a tervét, ezért kitöri a hordó ajtaját, hogy közbelépjen, de a gép eltranszportálja a hordó néhány alkatrészével együtt. Borans kiszabadítja a nőt, majd a harmadik hordóból kikászálódik "Brundle-légy", aki tovább torzult a vele egyesült alkatrészek miatt. A nő felkapja a puskát és ráfogja a magát földön vonszoló szörnyre, aki egykor a szerelme volt. Brundle elkúszik a puskáig, majd a csövét a fejéhez illeszti, tudatva, hogy már csak a kegyes halálra vágyik. A zokogó nő erre először nem hajlandó, de végül mégis agyonlövi a szörny-Brundle-t.
|  | Itt a vége a cselekmény részletezésének! |

## Szereplők
| Szerep          | Színész       | Magyar hang                  |
| --------------- | ------------- | ---------------------------- |
| Seth Brundle    | Jeff Goldblum | Laklóth Aladár (1. szinkron) |
| Seth Brundle    | Jeff Goldblum | Bognár Zsolt (2. szinkron)   |
| Veronica Quaife | Geena Davis   | Kiss Virág                   |
| Stathis Borans  | John Getz     | Haás Vander Péter            |

## Érdekességek
- A „Tele-has” gép külsejét Cronenberg veterán Ducati motorjának hengerháza adta.

- Goldblumot a legnagyobb méretű maszkok idején öt órán keresztül sminkelték. A karaktere összesen nyolc fázisban látható a filmben, ebből hatot ő alakított, az utolsó két "szörnyfázisnál" pedig technikusok által mozgatott bábokat használtak.

- Készült egy jelenetsor, ahol először Brundle a vele történt folyamatot tanulmányozva a géppel összeolvaszt egy macskát és egy páviánt. Az így létrejött kétfejű lény aztán rátámad a férfire, amiért az egy vascsővel agyonveri. Ezután Brundle kijut a háztetőre, majd a mellkasából kinő egy csáp, amit a férfi kitép magából. Ezek a jelenetek annyira sokkolóak voltak, hogy ki kellett őket hagyni a végleges filmből.

- Eredetileg Michael Keatonnek is felajánlották Brundle szerepét.

- Robert Bierman lett volna eredetileg a rendező, miközben Cronenberg Total Recall – Az emlékmás (1990) című film rendezéséről egyeztetett, de Bierman családi haláleset miatt visszalépett a rendezéstől, ahogy Cronenberg is kiesett Az emlékmás lehetséges rendezői közül.

- A film utal Franz Kafka Az átváltozás című művére is.

- Goldblum és Davis ekkortájt a való életben is egy pár voltak.

- Egy rövid szerepben Cronenberg is feltűnik.

- A filmből opera is készült, ugyancsak A légy címmel.